# احتياجات أساسية

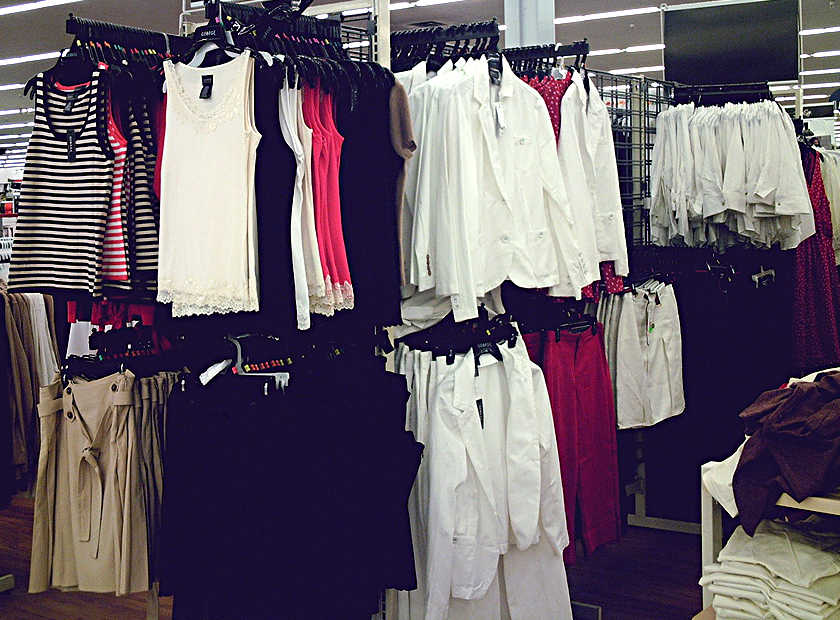

إن أسلوب الاحتياجات الأساسية أحد أهم أساليب قياس الفقر المطلق، ويسعى لتعريف الحد الأدنى للمصادر المطلقة اللازمة لتحقيق الرفاهية المادية طويلة الأجل والتي تكون عادة باعتبار السلع الاستهلاكية. ومن ثم يُعرف خط الفقر بأنه مقدار الدخل اللازم للوفاء بهذه الاحتياجات، وكانت منظمة العمل الدولية (ILO) أول من قدم أسلوب «الاحتياجات الأساسية» في مؤتمر العمالة العالمي (World Employment Conference) عام 1976.
تضم القائمة التقليدية «للاحتياجات الأساسية» المباشرة كلاً من الطعام (شاملاً الماء) والمأوى والملبس، وتؤكد الكثير من القوائم الحديثة على أن الحد الأدنى من «الاحتياجات الأساسية» لا يقتصر فقط على الطعام والماء والمأوى بل يشمل أيضًا الصحة العامة والتعليم والرعاية الصحية، لذا تستخدم المنظمات المختلفة قوائم متباينة.
ترتكز أساليب أخرى ذات صلة على «الإمكانات» بدلاً من الاستهلاك وهي أساليب استقت فكرتها من عمل أمارتيا سن (Amartya Sen).
عند الحديث عن التطوير، ينصب تركيز نموذج الاحتياجات الأساسية على قياس ما يُعتقد بأنه حد الفقر الذي يمكن القضاء عليه، ولا تستثمر برامج التطوير التي تتبع أسلوب الاحتياجات الأساسية في الأنشطة الإنتاجية اقتصاديًا التي ستساعد المجتمع على تحمل أعبائه في المستقبل ولكنها تركز على تمكين المجتمع من الاستهلاك بدرجة كافية لرفعه فوق خط الفقر وتلبية احتياجاته الأساسية، لذا تتمحور هذه البرامج حول العيش بدلاً من العدالة. وعلى الرغم من هذا، فإن لأسلوب الاحتياجات الأساسية أو الأسلوب المطلق أهمية عند الحديث عن «القياس»، فقد خرج مؤتمر القمة العالمي للتنمية الاجتماعية عام 1995 في كوبنهاغن، ضمن الإعلانات الأساسية التي صدرت عنه، بأنه ينبغي على جميع دول العالم وضع معايير للفقر المطلق والفقر النسبي وتعديل السياسات الوطنية «للقضاء على الفقر المطلق بحلول تاريخ مستهدف تحدده كل دولة حسب ظروفها الوطنية.»

## كندا
يستخدم كريس سارلو (Chris Sarlo) أستاذ الاقتصاد في جامعة نبيسنج بمدينة نورث باي بكندا وزميل معهد فريزر قاعدة البيانات الاجتماعية الاقتصادية الخاصة بهيئة الإحصاء الكندية المتمثلة على وجه التحديد في استبيان الإنفاق المنزلي لتحديد تكاليف الحصول على قائمة الضروريات الأسرية. وتشمل القائمة الطعام والمأوى والملبس والرعاية الصحية والعناية الشخصية والأثاث الضروري والنقل والاتصال والغسيل و الاخراج و التوازن و الانارة والتأمين على المنازل ، كما تفترض القائمة تقديم التعليم مجانًا لجميع المقيمين في كندا، وتُحسب هذه الضروريات لمختلف المجتمعات في أنحاء كندا مع تكييفها لتناسب حجم الأسرة، وبعد الوصول إلى هذه المعلومات، يحدد سارلو نسبة الأسر الكندية التي ليس لديها دخل كافٍ لتحمل هذه الضروريات. هذا ويذكر أن معدل الفقر قد انخفض منذ أوائل السبعينيات من القرن العشرين من نحو 12% من الأسر الكندية إلى حوالي 5%.

## الفلبين
قامت بلدية روزاريو بمقاطعة باتانجاس في الفلبين بتنفيذ خطة الإنسان والأمن البيئي (خطة أكسيون نيج بيان روزاريو 2001) ووظفت هذا المفهوم ليشكل الإستراتيجية الأساسية من خلال أسلوب الحد الأدنى للاحتياجات الأساسية لتحسين نوعية الحياة - نظام المعلومات المستند إلى المجتمع الذي فرضته الحكومة الفلبينية. وساعد هذا الأسلوب الحكومة البلدية في تحديد الأسر والمجتمعات التي لها أولوية التدخل فيها فضلاً عن اتخاذ قرارات حكيمة بشأن تخصيص صناديق التطوير الاجتماعي.

## الولايات المتحدة
تسمى الإجراءات المكافئة في الولايات المتحدة بمعايير الاكتفاء الذاتي أو معايير الحد المعيشي الأدنى، وعلى خلاف مستوى الفقر الفيدرالي الذي يتم حسابه بمتغير واحد على مستوى البلاد (تكلفة الغذاء)، فإن هذه النماذج تفترض أن الأسر المختلفة لديها احتياجات متباينة تعتمد على عوامل مثل عدد الأطفال في الأسرة وأعمارهم وتكلفة السكن في المنطقة التي تعيش فيها (والتي تكون في المقاطعة في العادة). ووفقًا لمبادئ الاحتياجات الأساسية، لا تتضمن هذه القياسات أية أموال زائدة للإنفاق على أوجه الترفيه أو التوفير أو سداد الديون أو أية مصاريف غير معتادة أو يتعذر تجنبها مثل إصلاح المركبات، كما أنها تفترض عمل البالغين ودفع الضرائب إلى جانب هذا فهي تشمل مصاريف جميع الإعانات المالية الحكومية والخيرية والأسرية مثل الرعاية الطبية المجانية من خلال برنامج ميديكيد، والطعام المجاني من برنامج بطاقات الطعام التابع لوزارة الزراعة الأمريكية أو بنك الطعام أو رعاية الطفل المجانية من أحد الأجداد، فكل هذه المصاريف يهملها قياس مستوى الفقر الفيدرالي الرسمي لكنها مدرجة في معيار الاكتفاء الذاتي.
يتفاوت الحد الأدنى للمصاريف حسب المنطقة، ففي عام 2006، بلغ الحد الأدنى للدخل 30.269 دولارًا أمريكيًا لأسرة من الطبقة المتوسطة تتكون من بالغ وطفلين (أحدهما في مرحلة ما قبل المدرسة والآخر في سن المدرسة) وتعيش في مقاطعة وارين شمال غربي ولاية بنسلفانيا للإنفاق على السكن ورعاية الطفل والطعام والنقل والرعاية الصحية والمصاريف الضرورية الأخرى بالإضافة إلى صافي الضرائب، وفي هذه الميزانية، تحتل رعاية الطفل النصيب الأكبر من الإنفاق، يليها السكن ثم الضرائب ثم الطعام. يبنما يلزم نفس الأسرة التي تعيش في منطقة سياتل الغنية بواشنطن 48.269 دولارًا أمريكيًا لتتمتع بالاكتفاء الذاتي وهي في هذا الموقع. وتختلف هذه الأرقام اختلافًا كبيرًا مع مستوى الفقر الفيدرالي لنفس العام والذي بلغ 16.600 دولار أمريكي لأية أسرة تتكون من ثلاثة أفراد.